# Anthology (álbum de Alien Ant Farm)
ANThology es el segundo álbum de estudio de la banda de rock alternativo estadounidense Alien Ant Farm. Fue lanzado el 6 de marzo de 2001 a través de New Noize y DreamWorks Records. Después del auto-lanzamiento del álbum de estudio debut de la banda, Greatest Hits (1999), tocaron en varias presentaciones en Los Ángeles, California. A finales de 2000, Alien Ant Farm comenzó a grabar su próximo álbum con el productor Jay Baumgardner en NRG Recording Studios en North Hollywood, California. Un lanzamiento de metal alternativo y nu metal, los críticos compararon el álbum con las obras de Incubus y A Perfect Circle.
Alien Ant Farm firmó con el sello de Papa Roach, New Noize, antes de embarcarse en una gira por Estados Unidos con Linkin Park y Taproot, y apoyar a Orgy en su gira principal. Después de una temporada de dos semanas en Europa como telonero de Papa Roach, "Movies" fue lanzado como el sencillo principal de Anthology en junio de 2001, antes de una aparición en el Warped Tour de ese año. El segundo sencillo del álbum, "Smooth Criminal", apareció en agosto, seguido de un relanzamiento de "Movies" a principios de 2002. La banda realizó una gira por Australia, Nueva Zelanda, Europa y Estados Unidos. El tercer sencillo, "Attitude", fue lanzado en mayo de 2002.
Anthology recibió críticas generalmente positivas de los críticos musicales, algunos de los cuales comentaron sobre la energía de Alien Ant Farm y la diversidad de las canciones. El álbum se ubicó en el número 11 en el Billboard 200 de EE. UU., Mientras que también alcanzó el top 40 en Australia, Austria, Bélgica, Finlandia, Alemania, Irlanda y Nueva Zelanda. Más tarde sería certificado platino en Canadá, Reino Unido y Estados Unidos. "Smooth Criminal" alcanzó el puesto 23 en el Billboard Hot 100 de Estados Unidos, junto con un buen desempeño en varias listas de componentes de Billboard, y alcanzó el número uno en Australia. "Movies" tuvo cierto éxito en varias listas de componentes de Billboard, mientras que "Attitude" solo se registró en el Reino Unido.

## Lista de canciones
| N.º | Título | Duración |  |
| 1.  | «Courage» | 3:30     |  |
| 2.  | «Movies» | 3:15     |  |
| 3.  | «Flesh and Bone»                                                                                               | 4:28     |  |
| 4.  | «Whisper» | 3:25     |  |
| 5.  | «Summer» | 4:15     |  |
| 6.  | «Sticks and Stones»                                                                                            | 3:16     |  |
| 7.  | «Attitude» | 4:54     |  |
| 8.  | «Stranded» | 3:57     |  |
| 9.  | «Wish» | 3:22     |  |
| 10. | «Calico» | 4:10     |  |
| 11. | «Death Day» | 4:33     |  |
| 12. | «Smooth Criminal» (cover de Michael Jackson)                                                                   | 3:29     |  |
| 13. | «Universe» (termina a las 5:53; Después de 30 segundos de silencio, comienza la pista oculta "Orange Appeal".) | 9:07     |  |

## Personal
- Terry Corso
- Mike Cosgrove
- Dryden Mitchell
- Tye Zamora

## Posicionamiento en listas y certificaciones
| Lista (2001)                                   | Mejor posición |
| ---------------------------------------------- | -------------- |
| Australia (Australian Albums Chart)            | 18             |
| Austria (Austrian Albums Chart)                | 32             |
| Bélgica (Belgian Albums Chart) (Flandes)       | 22             |
| Estados Unidos (Billboard 200)                 | 11             |
| Estados Unidos (Billboard Heatseekers)         | 1              |
| Estados Unidos (Billboard Top Internet Albums) | 21             |
| Finlandia (Finnish Albums Chart)               | 13             |
| Irlanda (Irish Albums Chart)                   | 21             |
| Nueva Zelanda (New Zealand Albums Chart)       | 24             |
| Países Bajos (Dutch Albums Chart)              | 44             |
| Reino Unido (UK Albums Chart)                  | 11             |
| Suecia (Swedish Albums Chart)                  | 58             |
| Suiza (Swiss Albums Chart)                     | 45             |

| País           | Organismo certificador | Certificación    | Ref.   |
| -------------- | ---------------------- | ---------------- | ------ |
| Estados Unidos | RIAA                   | Disco de Platino | [ 13 ] |
| Reino Unido    | BPI                    | Disco de Plata   | [ 14 ] |